# Дмитрієвський район
Дмитрієвський район (рос. Дмитриевский район) — адміністративно-територіальна одиниця та муніципальне утворення на півночі Курської області Росії.
Адміністративний центр — місто Дмитрієв-Льговський.